# Perdita aridella
Perdita aridella là một loài Hymenoptera trong họ Andrenidae. Loài này được Timberlake mô tả khoa học năm 1960.

## Hình ảnh

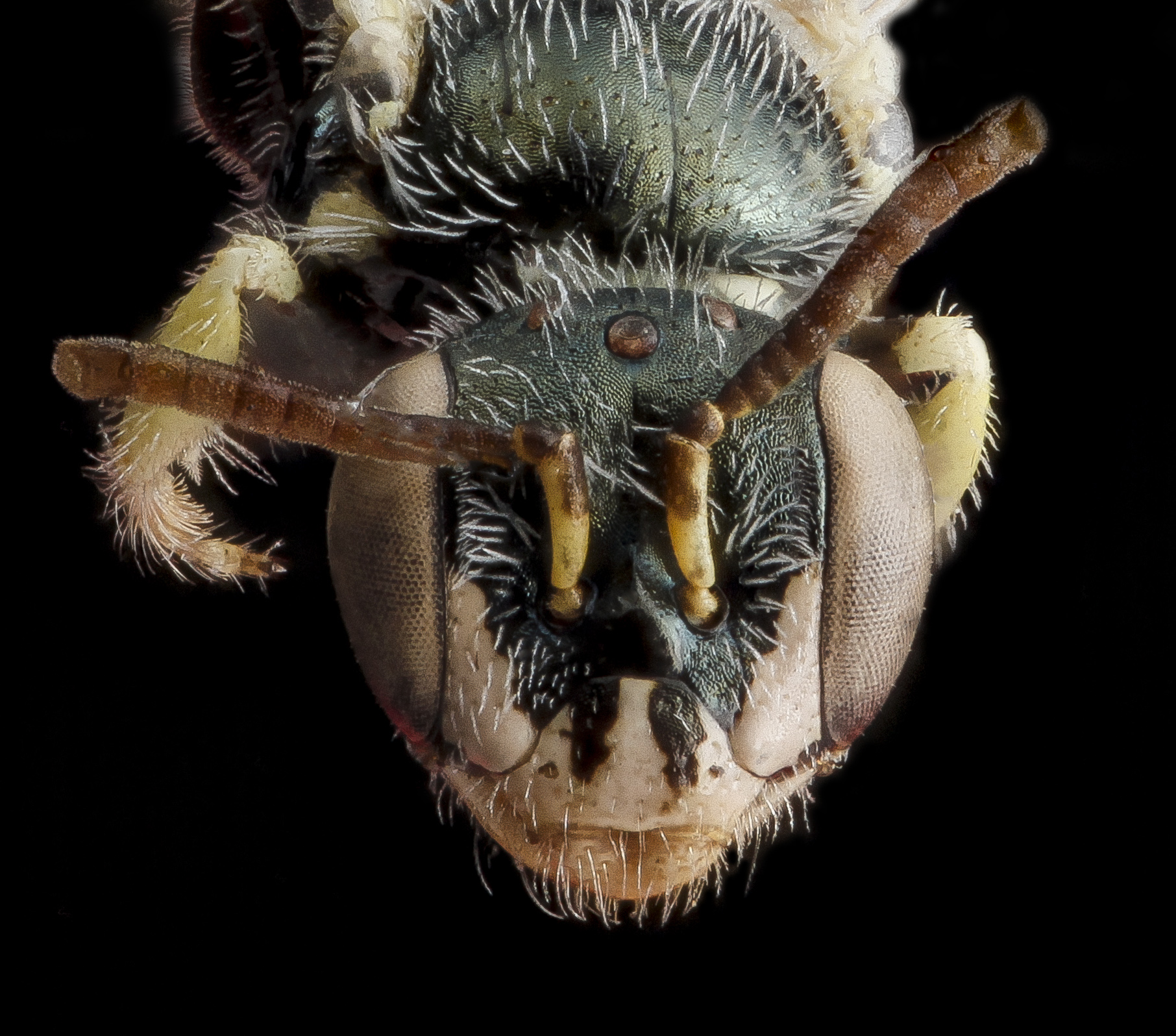
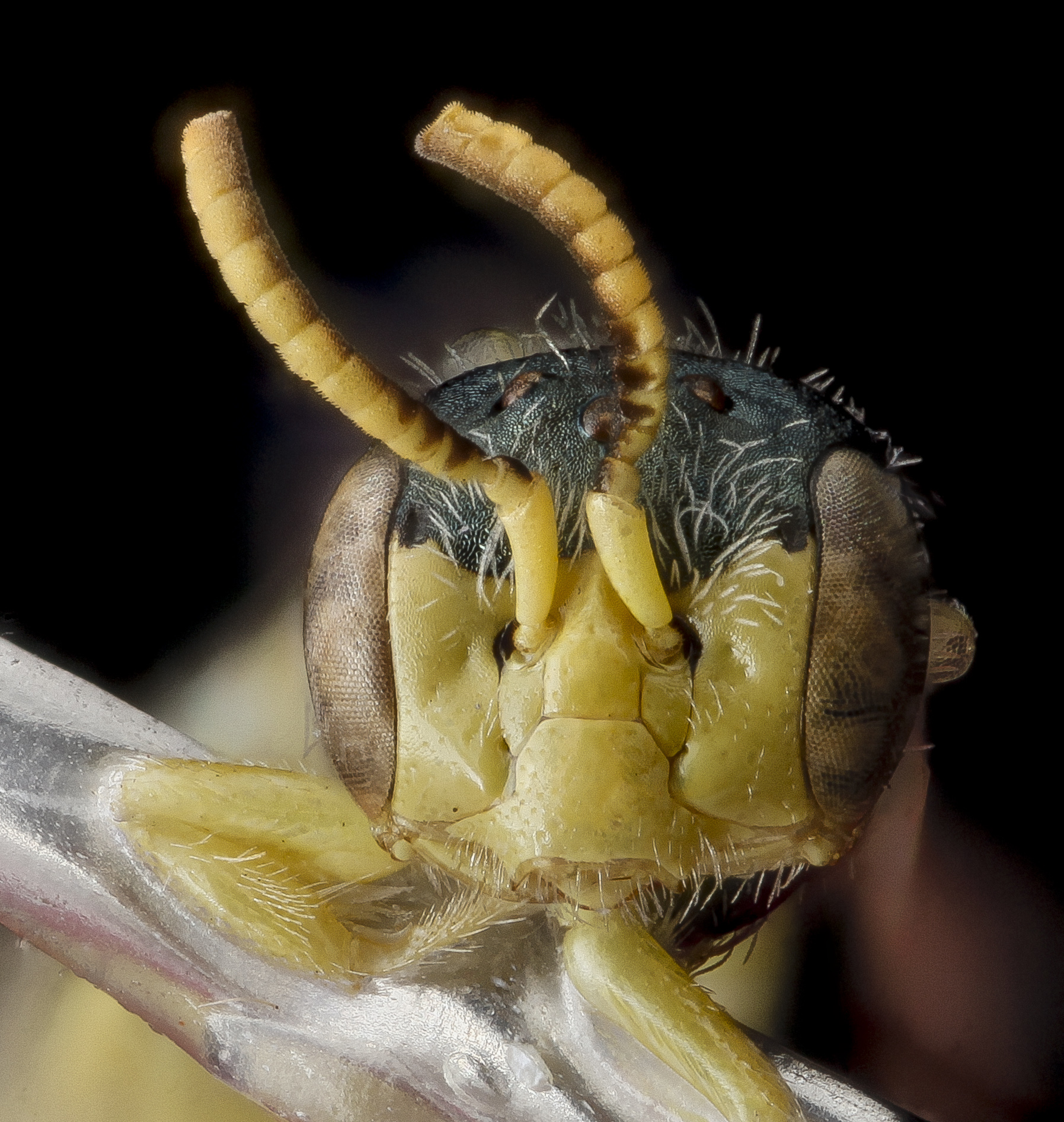